# The Mission of a Bullet
The Mission of a Bullet è un cortometraggio muto del 1913 diretto da Pat Hartigan Gli interpreti sono Ruth Roland e Marshall Neilan che, a inizio carriera, fece coppia fissa con l'attrice nei film girati per la Kalem.

## Produzione
Il film fu prodotto dalla Kalem Company e venne girato nel dicembre 1912 in California, a Santa Monica.

## Distribuzione
Distribuito dalla General Film Company, il film - un cortometraggio in una bobina - uscì nelle sale cinematografiche statunitensi il 1º gennaio 1913.